# Нюрнбергер, Фабиан
Фабиан Нюрнбергер (нем. Fabian Nürnberger; род. 28 июля 1999, Гамбург) — немецкий и болгарский футболист, полузащитник клуба «Дармштадт 98» и сборной Болгарии.

## Клубная карьера
Нюрнбергер — воспитанник клубов «Гамбург» (Франкфурт), «Айнтрахт Нордерштедт» и «Нейндорфер». В 2019 году игрок подписал контракт с «Нюрнбергом». 25 августа в матче против «Оснабрюка» он дебютировал во Второй Бундеслиге. 23 ноября 2020 года в поединке против «Оснабрюка» Фабиан забил свой первый гол за «Нюрнберг». Летом 2023 года Нюрнбергер перешёл в «Дармштадт 98». 20 августа в матче против франкфуртского «Айнтрахта» он дебютировал в Бундеслиге. 3 ноября в поединке против «Бохума» Фабиан забил свой первый гол за «Дармштадт 98».